# Ruslan Ponomarjov
Ruslan Olegovič Ponomarjov (ukrajinsko Русла́н Оле́гович Пономарьо́в, rusko Русла́н Олегович Пономарёв), ukrajinski šahovski velemojster in nekdanji šahovski svetovni prvak, * 11. oktober 1983, Gorlivka, Sovjetska zveza (danes Donecka oblast, Ukrajina).